# Amin

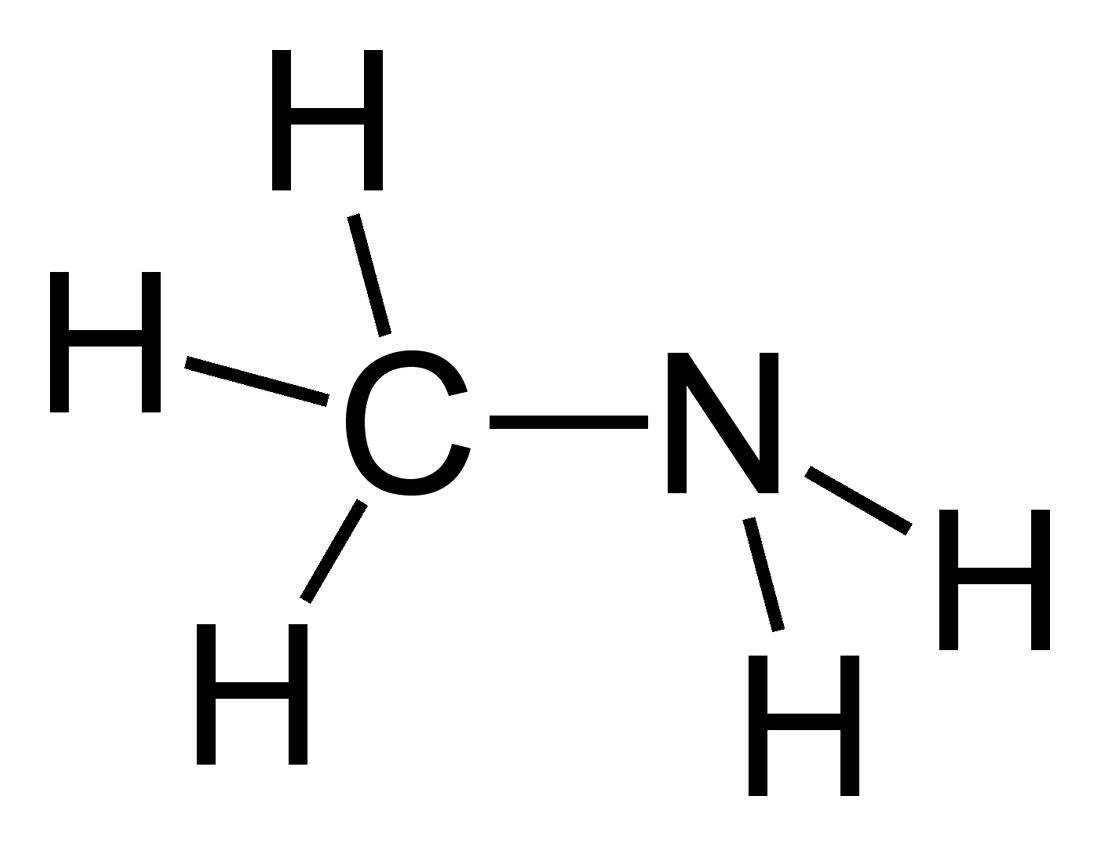
Metylamin är en primär amin.

Aminer är inom kemin organiska ammoniakderivat som har en eller flera av sina väteatomer ersatta med en organisk grupp (aminogrupp), exempelvis ett kolväte.
Aminer spelar en mycket viktig roll inom växt- och djurriket. Till exempel är aminosyror en typ av karboxylsyror som också är aminer. Alkaloider är aminer från växriktet. Aminer reagerar svagt basiskt. Namnges med -amin som ändelse.
Aminer som till exempel trimetylamin har en lukt som ofta förknippas med rutten fisk. 

## Alifatiskaaminer
| Primär amin | Sekundär amin | Tertiär amin |
| ----------- | ------------- | ------------ |
| primär amin | sekundär amin | tertiär amin |

Beroende på hur många väteatomer som ersatts delar man in de alifatiska aminerna i:
- primära aminer med allmän formel RNH2
- sekundära aminer med allmän formel R2NH
- tertiära aminer med allmän formel R3N

Med fyra substituenter på kvävet, R4N+, talar man istället om kvartära ammoniumföreningar.
De alifatiska aminerna är relativt starka baser, i vissa fall starkare än ammoniak. Detta gäller särskilt de lågmolekylära aminerna med korta alifatiska kedjor, eftersom de är lättlösliga i vatten.
Lågmolekylära aminer har i allmänhet en ganska distinkt rutten doft. Diaminerna putrescin (1,4-diaminobutan), och kadaverin (1,5-diaminopentan) bildas bland annat i kadaver och ruttnande kött ur sönderfall av aminosyrorna arginin respektive lysin.

## Aromatiskaaminer
En aromatisk amin eller arylamin är en amin där en eller flera av kolvätegrupperna är ett aromatiskt kolväte. Den enklaste aromatiska aminen är anilin (aminobensen). Aromatiska aminer är i allmänhet mycket giftiga.

## Heterocykliska aminer
Heterocykliska aminer är cykliska kolväten där kväveatomer ingår i själva ringen. Kvävebaserna i DNA- och RNA-molekylerna är uppbyggda av heterocykliska aminer. De så kallade stekytemutagenerna, som bildas då kött steks, utgörs till viss del av heterocykliska aminer.
Heterocykliska aminer finns också i alkaloider där kokain, nikotin, morfin, heroin och LSD ingår samt i klorofyll, hemoglobin och i vissa råttgifter.

### Några vanligt förekommande aminer
- Piperazine
- Pyrrolidin
- Etylendiamin
- Hexametylentetramin
- Morfolin
- Etylamin
- Cyklohexylamin